# Strictocostella
Strictocostella es un género de foraminífero bentónico de la familia Stilostomellidae, de la superfamilia Stilostomelloidea, del suborden Buliminina y del orden Buliminida. Su especie-tipo es Ellipsonodosaria modesta var. prolata. Su rango cronoestratigráfico abarca desde el Eoceno hasta la Actualidad.

## Discusión
Clasificaciones previas incluían Strictocostella en el suborden Rotaliina del orden Rotaliida.

## Clasificación
Strictocostella incluye a las siguientes especies:
- Strictocostella advena
- Strictocostella hayasakai
- Strictocostella hispidula
- Strictocostella hyugaensis
- Strictocostella jabacoensis
- Strictocostella japonica
- Strictocostella joculator
- Strictocostella matanzana
- Strictocostella minuta
- Strictocostella modesta
- Strictocostella prolata
- Strictocostella pseudoscripta
- Strictocostella scharbergana
- Strictocostella spinata
- Strictocostella srinivasani
- Strictocostella strongi